# Boldogasszony (vallás)

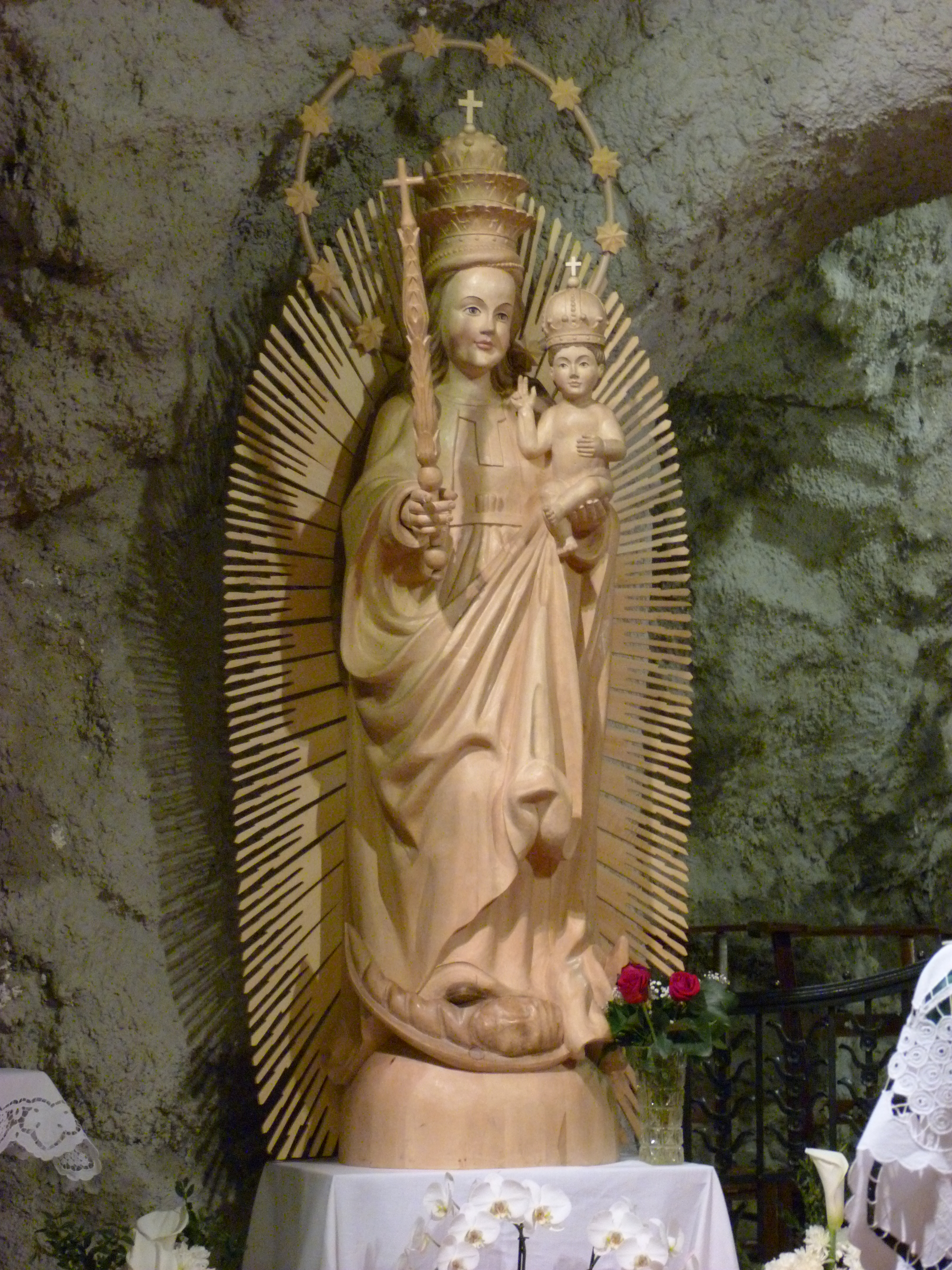
Boldogasszony szobor a budapesti Magyarok Nagyasszonya-sziklatemplomban

Boldogasszony vagy régiesen Bódog Akszin az ősi anyaistennő magyar neve, később a Beata Virgo (Boldogságos Szűz) néven is nevezett Szűz Mária magyar népies neve.

## A név eredete

### Ősi magyar hitvilág

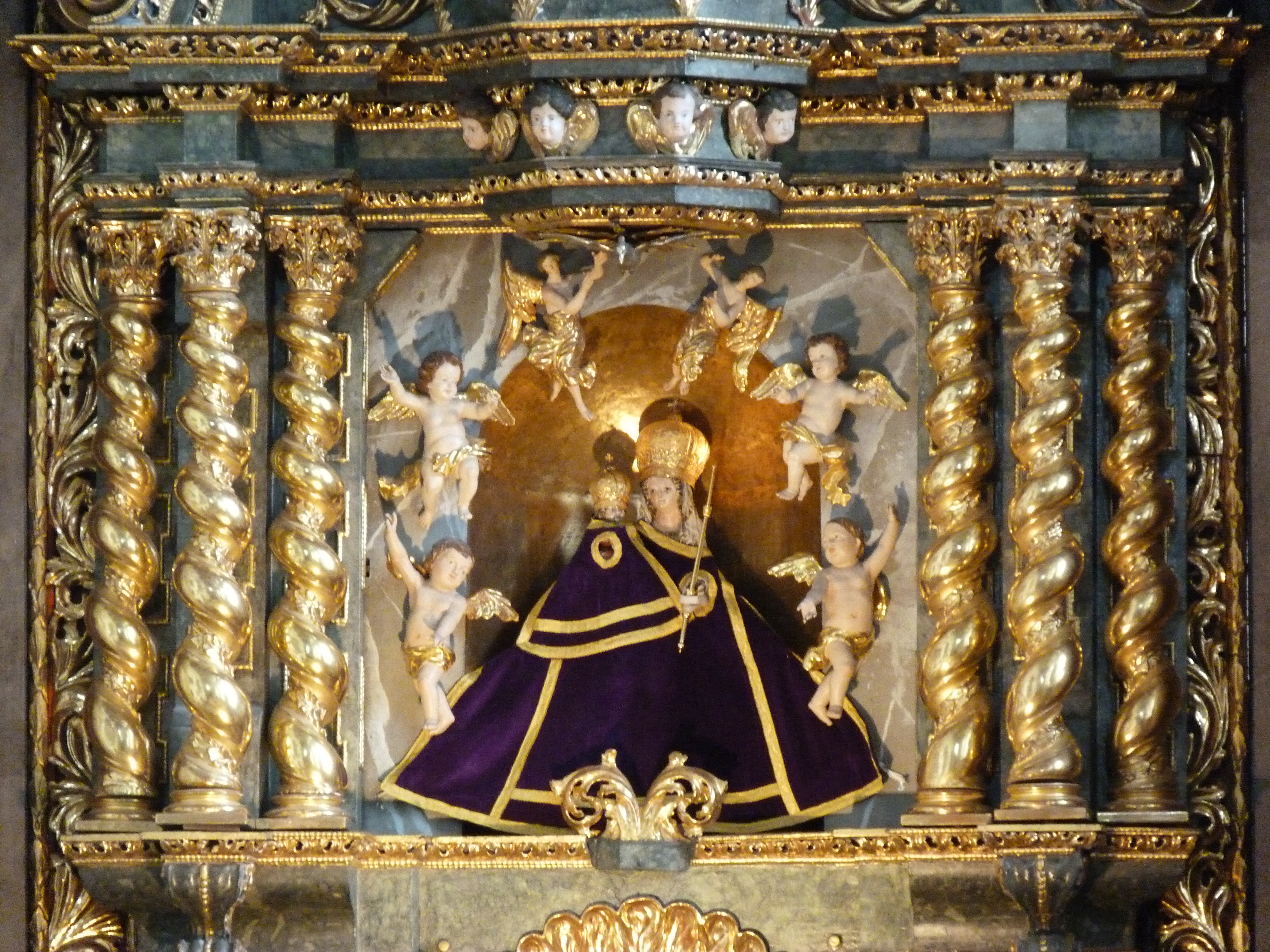
Nagyboldogasszony - Fraknó, Boldogasszony

A Boldogasszony elnevezés az egykori pogányságból és az ősmagyar vallásból táplálkozhatott. A Boldogasszony az ősi asszonyistenség neve, melyet Szent Gellért püspök tanácsára aztán a keresztény térítők Szűz Máriára alkalmaztak. Szent Gellért legendája szerint „És az ő (t. i. Szt. Gellért) tanácsának intéséből akkoron kele fel, hogy az szíz Máriát ez Magyarországban Bódog-Asszonnak, avagy ez világnak nagy asszonyának hívnák”.
A Dunántúl és Erdély honfoglalás előtti, szorosan összekapcsolódó kultúrák és mitológiák egyik bizonyítéka az avar kori istenanyaszobrok, amelynek egyenes folytatása például az andocsi és csíksomlyói Szűzanya-tisztelet és Babba-Mária, a Napba öltözött asszony tisztelete.
Az elmélet Kálmány Lajostól származik először, aki a 19. század végén Szeged környéki gyűjtése és a Mária-ünnepek elnevezései alapján arra a következtetésre jutott, hogy Boldogasszony a magyar ősvallás istenasszonya lehetett. Egyik erős érve a Boldogasszony ágya kifejezés volt, melyet a gyermekágyas asszony fekvőhelyére használtak. Ezt az elméletet tette magáévá később Bálint Sándor néprajzkutató és Dömötör Tekla néprajztudós is, és az ismeretterjesztő irodalomban is teret nyert.

### Latin elnevezések fordítása
A fenti elmélettel szemben fordulatot jelentett, amikor Mollay Károly elmélete, mely szerint a boldog és az asszony kifejezések Szűz Mária leggyakoribb jelzőjének (beata, azaz boldog, mai szóhasználatban boldogságos) és a domina szónak magyar népi megfelelői. Horpácsi Illés továbbmenve amellett érvel, hogy a kifejezésnek egyházi eredetűnek kell lennie, mivel magyar és latin nyelvtudást is feltételez a megfelelő magyar kifejezések megkeresése a latin elnevezésekhez.
A beata jelző alkalmazása Szűz Máriára nagyon régi eredetű. A Bibliában található utalások boldog jelzővel illetik Jézus anyját (bár ez nem jelent egyben elnevezést is, minthogy sok más személyt is jelöl a hagyomány boldog jelzővel):
- Szent Erzsébet mondja az őt meglátogató Máriáról: „Boldog aki hitt annak a beteljesedésében, amit az Úr mondott neki.” (Lk 1.45)
- Mária magát nevezi boldognak hálaénekében (Magnificat): „Íme mostantól fogva boldognak hirdet minden nemzedék.” („Beatam me dicent”) (Lk 1.48)[9]
- Jézus tanítása közben egy asszony felkiáltott a tömegből: „Boldog a méh, amely kihordott, és az emlő, amelyet szoptál.” (Lk 11.27)

Az asszony (asszonyunk) kifejezés jelző nélkül is régóta használatos az egyházi liturgiában és a népi énekekben, könyörgésekben is, ennek megfelelői a francia Notre Dame és az angol Our Lady. Horpácsi szerint a királynő jelentésű domina szó kiválasztása nem véletlen, mivel a bencések clunyi reformmozgalmának hatására ebben az időszakban terjedt el Szűz Mária királynői (Regina, Domina) voltának hangsúlyozása, és a Mária-kultusznak ez a formája – a királynőé, hatalmas oltalmazóé – jelent meg a keresztény hitre térő Magyarországon is.

## A név használata
Archaikus népi imádságokban, ráolvasásokban, ünnepnevekben gyakori Mária helyett az ünnepélyesebb Boldogasszony kifejezés használata. A Himnusz megírása előtt a katolikus magyarság néphimnusza a Boldogasszony Anyánk kezdetű, valószínűleg 18. századi eredetű ének volt.
A nevet tartalmazzák többek között a következő Mária-ünnepek:
- Gyertyaszentelő Boldogasszony (február 2.)
- Gyümölcsoltó Boldogasszony (március 25.)
- Sarlós Boldogasszony (Magyarországon július 2.)
- Angyalos Boldogasszony[forrás?] (augusztus 2.)
- Havas Boldogasszony (augusztus 5.)
- Nagyboldogasszony (augusztus 15.)
- Kisboldogasszony (szeptember 8.)[3]

A népi kalendáriumban január hónap Boldogasszony hava néven ismert. Ez két ünnepnek köszönhető, melyek az összetett tartalmú (ma Mária Isten anyja néven ismert) január 1. és Szűz Mária eljegyzésének ünnepe, január 23.